# Amerikaanse PGA Tour 1975
De Amerikaanse PGA Tour 1975 was het 60ste seizoen van de Amerikaanse PGA Tour. Het seizoen begon met het Phoenix Open en eindigde met Walt Disney World Open Invitational. Er stonden 42 toernooien op de agenda.

## Kalender
| Data  | Data  | Toernooi                                  | Baan                           | Land             | Winnaar                 | Score | Score | 1ste prijs ($) |
| ----- | ----- | ----------------------------------------- | ------------------------------ | ---------------- | ----------------------- | ----- | ----- | -------------- |
| 09-01 | 12-01 | Phoenix Open                              | Phoenix Country Club           | Verenigde Staten | Johnny Miller           | 260   | –24   | 30.000         |
| 15-01 | 19-01 | Dean Martin Tucson Open                   | Tucson National Golf Club      | Verenigde Staten | Johnny Miller           | 263   | –25   | 40.000         |
| 23-01 | 26-01 | Bing Crosby National Pro-Am               | Pebble Beach Golf Links        | Verenigde Staten | Gene Littler            | 280   | –8    | 37.000         |
| 30-01 | 02-02 | Hawaiian Open                             | Waialae Country Club           | Verenigde Staten | Gary Groh               | 274   | –14   | 44.000         |
| 06-02 | 09-02 | Bob Hope Desert Classic                   | Eldorado Country Club          | Verenigde Staten | Johnny Miller           | 339   | –21   | 32.000         |
| 13-02 | 16-02 | Andy Williams-San Diego Open Invitational | Torrey Pines Golf Course       | Verenigde Staten | J.C. Snead              | 279   | –9    | 34.000         |
| 20-02 | 23-02 | Glen Campbell Los Angeles Open            | Riviera Country Club           | Verenigde Staten | Pat Fitzsimons          | 275   | –9    | 30.000         |
| 27-02 | 02-03 | Jackie Gleason's Inverrary Classic        | Inverrary Country Club         | Verenigde Staten | Bob Murphy              | 273   | –15   | 52.000         |
| 06-03 | 09-03 | Florida Citrus Open                       | Bay Hill Club & Lodge          | Verenigde Staten | Lee Trevino             | 276   | –12   | 40.000         |
| 13-03 | 16-03 | Doral-Eastern Open                        | Doral Country Club             | Verenigde Staten | Jack Nicklaus           | 276   | –12   | 30.000         |
| 20-03 | 23-03 | Greater Jacksonville Open                 | Deerwood Country Club          | Verenigde Staten | Larry Ziegler           | 276   | –12   | 30.000         |
| 27-03 | 30-03 | Sea Pines Heritage Classic                | Harbour Town Golf Links        | Verenigde Staten | Jack Nicklaus           | 271   | –13   | 40.000         |
| 03-04 | 06-04 | Greater Greensboro Open                   | Sedgefield Country Club        | Verenigde Staten | Tom Weiskopf            | 275   | –9    | 45.000         |
| 10-04 | 13-04 | Masters Tournament                        | Augusta National Golf Club     | Verenigde Staten | Jack Nicklaus           | 276   | –12   | 40.000         |
| 17-04 | 20-04 | Pensacola Open                            | Pensacola Country Club         | Verenigde Staten | Jerry McGee             | 271   | –13   | 25.000         |
| 24-04 | 27-04 | Tournament of Champions                   | La Costa Country Club          | Verenigde Staten | Al Geiberger            | 277   | –11   | 40.000         |
| 24-04 | 27-04 | Tallahassee Open                          | Killearn Country Club          | Verenigde Staten | Rik Massengale          | 274   | –14   | 12.000         |
| 01-05 | 04-05 | Houston Open                              | Woodlands Country Club         | Verenigde Staten | Bruce Crampton          | 273   | –15   | 30.000         |
| 09-05 | 12-05 | Byron Nelson Golf Classic                 | Preston Trail Golf Club        | Verenigde Staten | Tom Watson              | 269   | –19   | 35.000         |
| 15-05 | 18-05 | First NBC New Orleans Open Invitational   | Lakewood Golf Club             | Verenigde Staten | Billy Casper            | 271   | –17   | 30.000         |
| 22-05 | 25-05 | Danny Thomas Memphis Classic              | Colonial Country Club          | Verenigde Staten | Gene Littler            | 270   | –18   | 35.000         |
| 29-05 | 01-06 | Atlanta Classic                           | Atlanta Country Club           | Verenigde Staten | Hale Irwin              | 271   | –17   | 45.000         |
| 05-06 | 08-06 | Kemper Open                               | Quail Hollow Country Club      | Verenigde Staten | Raymond Floyd           | 278   | –10   | 50.000         |
| 12-06 | 15-06 | IVB-Philadelphia Golf Classic             | Whitemarsh Valley Country Club | Verenigde Staten | Tom Jenkins             | 275   | –9    | 30.000         |
| 20-06 | 23-06 | US Open                                   | Medinah Country Club           | Verenigde Staten | Lou Graham              | 287   | +3    | 40.000         |
| 27-06 | 30-06 | Western Open                              | Butler National Golf Club      | Verenigde Staten | Hale Irwin              | 283   | –1    | 40.000         |
| 05-07 | 08-07 | Greater Milwaukee Open                    | Tuckaway Country Club          | Verenigde Staten | Art Wall jr.            | 271   | –17   | 26.000         |
| 10-07 | 13-07 | British Open                              | Carnoustie Golf Links          | Schotland        | Tom Watson              | 279   | –9    | 16.500         |
| 10-07 | 13-07 | Ed McMahon-Jaycees Quad Cities Open       | Oakwood Country Club           | Verenigde Staten | Roger Maltbie           | 275   | –9    | 15.000         |
| 17-07 | 20-07 | Pleasant Valley Classic                   | Pleasant Valley Country Club   | Verenigde Staten | Roger Maltbie           | 276   | –8    | 40.000         |
| 24-07 | 27-07 | Canadian Open                             | Club De Golf Royal Montreal    | Canada           | Tom Weiskopf            | 274   | –6    | 40.000         |
| 31-07 | 03-08 | Westchester Classic                       | Westchester Country Club       | Verenigde Staten | Gene Littler            | 271   | –17   | 50.000         |
| 07-08 | 10-08 | PGA Championship                          | Firestone Country Club         | Verenigde Staten | Jack Nicklaus           | 276   | –4    | 45.000         |
| 14-08 | 17-08 | Greater Hartford Open Invitational        | Wethersfield Country Club      | Verenigde Staten | Don Bies                | 267   | –17   | 40.000         |
| 21-08 | 24-08 | Tournament Players Championship           | Colonial Country Club          | Verenigde Staten | Al Geiberger            | 270   | –10   | 50.000         |
| 29-08 | 01-09 | B.C. Open                                 | En Joie Golf Club              | Verenigde Staten | Don Iverson             | 274   | –10   | 35.000         |
| 04-09 | 07-09 | Southern Open                             | Green Island Country Club      | Verenigde Staten | Hubert Green            | 264   | –16   | 20.000         |
| 11-09 | 14-09 | World Open Golf Championship              | Pinehurst Resort               | Verenigde Staten | Jack Nicklaus           | 280   | –4    | 40.000         |
| 25-09 | 28-09 | Sahara Invitational                       | Paradise Valley Country Club   | Verenigde Staten | Dave Hill               | 270   | –14   | 27.000         |
| 02-10 | 05-10 | Kaiser International Open Invitational    | Silverado Country Club         | Verenigde Staten | Johnny Miller           | 272   | –16   | 35.000         |
| 16-10 | 19-10 | San Antonio Texas Open                    | Woodlake Golf Club             | Verenigde Staten | Don January             | 275   | –13   | 25.000         |
| 23-10 | 26-10 | Walt Disney World Open Invitational       | Walt Disney World Resort Golf  | Verenigde Staten | Jim Colbert Dean Refram | 252   | –36   | 20.000         |

| Majors |